# Agullent
Agullent là một đô thị ở comarca Vall d'Albaida cộng đồng Valencia, Tây Ban Nha. Đô thị này có diện tích 16,24 km², dân số thời điểm năm 2006 là 2334 người.